# 西蒙尼·巴罗内
西蒙尼·巴罗内（Simone Barone，1978年4月30日—）是一名意大利現役足球運動員，現時為意大利甲組球會拖連奴及意大利國家隊成員。2006年於德國協助意大利第四度世界盃冠軍。
巴朗尼於帕爾馬開始展開職業球員生涯，1997年5月4日首度為球隊上陣迎戰阿特蘭大，翌年被球會外借至丙組一級球會帕多瓦，1999年再一次外借往乙組球會Alzano Virescit，2000年以共同擁有的身份效力基爾禾兩年，及後返回帕爾馬。此時巴朗尼己成為帕爾馬當中較為獨當一面的一人，2004年以五百萬英鎊轉會至巴勒莫 （页面存档备份，存于），同年並首次入選意大利國家隊，於2月18日迎戰捷克首次上陣，該場球賽以2比2打成平手。2006年獲國家隊主教練納比徵召參加2006年德國世界盃，賽事期間他先後在對捷克及烏克蘭兩度後備出場，最終協助意大利奪得世界盃冠軍。
2006年8月5日，巴朗尼正式以270萬英鎊加盟拖連奴

## 外部連結
- （意大利文） 個人檔案 (出自巴勒莫官方網站)[永久]